# ジョン・ジェームズ・リチャード・マクラウド
ジョン・ジェームズ・リチャード・マクラウド（John James Rickard Macleod、1876年9月6日 - 1935年3月16日）は、スコットランド生まれの医学者である。1923年フレデリック・バンティングとともに、インスリンの発見によりノーベル生理学・医学賞を受賞した。

## 人物・経歴
1867年9月6日、スコットランドの小さな町の牧師の子として生まれた。アバディーン大学を卒業し、ライプツィヒ大学へ留学し、ロンドン・メディカル・スクールで研究し1903年アメリカのウェスタン・リザーブ大学の生理学教授、1918年からカナダのトロント大学に転任。10年後には母校アバディーン大学の教授となった。
1920年に、トロント大学の卒業生で、ウェスタン・オンタリオ大学の時間講師をしていたバンティングから、糖尿病を防ぐホルモンを抽出する実験がしたいと申し入れを受けた。マクラウドは結果に対しては懐疑的であったが、1921年にマクラウドが休暇でスコットランドに帰る8週間、研究室および実験用の10匹の犬を使用することと、医学生チャールズ・ベストを助手として使用することを認めた。この間にバンティングらは血糖を下げる有効物の抽出に成功した。抽出物はインスリンと名づけられた。休暇から戻ったマクラウドは彼らの成果を見て、研究室の総力を挙げて研究に取り掛かることとし、生化学に詳しいジェームス・バートラム・コリップをチームに加えた。1921年から22年にかけて、インスリンを大量に抽出する方法を開発した。また、1922年には糖尿病で瀕死の少年にイヌインスリンを投与し、命を救った。
1923年、マクラウドとバンティングは、インスリンの発見から2年という異例の速さでノーベル生理学・医学賞を受賞した。しかし、インスリンの発見はバンティングによるものであり、バンティングはマクラウドとの共同受賞に激怒したといわれる。バンティングはベストと賞金を分け合い、マクラウドもインスリンの精製に功績のあったコリップに賞金の半分を与えた。また同年マクラウドは王立協会フェローに選出された。